# Östliche Marzellspitze
Die Östliche Marzellspitze (italienisch Punta di Marzèl Est) ist ein 3550 m (nach anderen Angaben 3537 oder 3533 m) hoher Gipfel im Schnalskamm in den Ötztaler Alpen. Der Gipfel liegt genau auf der Staatsgrenze zwischen dem österreichischen Bundesland Tirol und der italienischen Provinz Südtirol. Laut Literatur fand die erste eindeutig belegte Besteigung der Östlichen Marzellspitze am 24. Juli 1872 statt, und zwar durch den Bergführer Johann Pinggera aus Sulden und den Alpinisten Victor Hecht (Sektion Prag des Deutschen Alpenvereins (DAV)).

## Lage und Umgebung
Benachbarte Berge im Verlauf des Schnalskamms sind die Mittlere Marzellspitze (3532 m) im Südwesten und die Hintere Schwärze im Nordosten (3624 m). Die Östliche Marzellspitze kann dabei als Schulter im Südwestgrat der Hinteren Schwärze angesehen werden, von dem der Gipfelpunkt durch eine nur schwach ausgeprägte Einschartung abgetrennt ist. Nördlich erhebt sich die Mutmalspitze (3528 m). Im Nordwesten der Östlichen Marzellspitze liegt der Marzellferner und im Nordosten der Schalfferner.
Die nächstgelegenen Siedlungen sind etwa 10 Kilometer Luftlinie nördlich Vent im Ötztal und 8 Kilometer südlich Karthaus im Schnalstal. Im Süden bricht der Bergaufbau ins Pfossental ab. Die dorthin abfallenden Flanken sind Teil des Naturparks Texelgruppe.

## Stützpunkt und Besteigung
Der Weg der Erstbesteiger von 1872 führte vom südlich gelegenen Pfossental aus zunächst in westliche, dann nordöstliche Richtung über den Grafferner, östlich unterhalb des Similauns, auf den Similaungipfel. Dann überschritt man die Östliche Marzellspitze und erreichte nach gut acht Stunden die Hintere Schwärze.
Die Östliche Marzellspitze ist von Norden nur als alpine Hochtour mit entsprechender Ausrüstung über Gletscher zu begehen. Als Stützpunkt für eine Besteigung über den Nordostgrat dient die auf 2501 Metern Höhe liegende Martin-Busch-Hütte. Von der Hütte aus führt der Weg zunächst südöstlich über den spaltenreichen Marzellferner in Richtung Hintere Schwärze bis zum Östlichen Marzelljoch südwestlich der Schwärze, dann rechts entlang des Grats über schwach geneigten Firn zum Gipfelpunkt in einem Firnfeld. Die gesamte Gehzeit beträgt, laut Literatur, etwa vier Stunden.